# Molekülgitter
Ein Molekülkristall, Molekülgitter oder Molekulargitter ist ein Kristall, das aus Molekülen aufgebaut ist. Die hierbei wirkenden Gitterkräfte sind die London-Kraft und in einigen Fällen noch Dipol-Dipol-Kräfte, z. B. Wasserstoffbrückenbindungen. Da diese Kräfte kleiner sind als die Gitterkräfte in Ionenkristallen, sind Molekülkristalle in der Regel weicher als diese und werden bei einem relativ niedrigen Schmelzpunkt von unter 300 °C flüssig.
Bei vielen typischen Molekülkristallen aus kleinen Molekülen beruht die wesentliche Gitterkraft auf Dipol-Dipol-Wechselwirkungen, daher steigen die Festigkeit und der Schmelzpunkt eines Molekülkristalls mit dem Dipolcharakter der eingebauten Moleküle.
Dagegen reicht bei Kristallen aus größeren Molekülen oft die Van-der-Waals-Kraft als intramolekulare Bindungskraft aus, so dass sich Kristalle auch aus nicht-polaren Molekülen bilden.
Typische Molekülkristalle sind elektrische Isolatoren oder Halbleiter.

## Struktur
Die Kristallstruktur des Gitters im Molekülkristall wird durch den räumlichen Aufbau der im Kristall eingebauten Moleküle bestimmt. Siehe dazu auch Kristallgitter.

## Beispiele

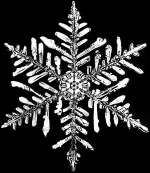
Eis als Molekülkristall

Beispiele für Molekülkristalle sind Kristalle aus H2O (Eis, Schneeflocken), NH3 oder CH4, auch viele organische Halbleiter werden in kristalliner Form verwendet.

## Edelgase
Edelgase bestehen sowohl im gasförmigen als auch im flüssigen Aggregatzustand aus Atomen. Bei der festen Phase handelt es jedoch sich nicht um ein Atomgitter: beim Edelgasgitter erfolgt der Zusammenhalt nicht durch kovalente Kräfte, sondern durch die Van-der-Waals-Kräfte, wie bei manchen Stoffen mit Molekülgitter.